# Hanns-Christoph Becker von Sothen
Hanns-Christoph Becker von Sothen (* 29. Februar 1916 in Kassel; † 29. Juli 1980 in Rio de Janeiro) war ein deutscher Diplomat.

## Leben
Zuletzt als Hauptmann nahm Becker von Sothen bis 1945 am Zweiten Weltkrieg teil. In der Nachkriegszeit studierte er an der Rheinischen Friedrich-Wilhelms-Universität Rechtswissenschaft. 1948 bestand er das Referendarexamen. Im Sommer 1949 wurde er mit Gert Huffmann im Corps Brunsviga-München zu Bonn aktiv. Die Reception war im Januar 1950. Am 18. April 1951 als Attaché in den 3. Lehrgang für den höheren Dienst des Auswärtigen Amtes aufgenommen, wurde er am 10. November 1951 philistriert. Von November 1952 bis Oktober 1957 war er an der Deutschen Botschaft in Rio de Janeiro, ab Juli 1953 als Gesandtschaftsrat. 1956 kam er zwischenzeitlich für acht Monate an das Konsulat Curitiba. 1957/58 war er als Legationsrat elf Monate in der Protokollabteilung des Auswärtigen Amtes. Von September 1958 bis Juni 1960 war er bei der Vertretung der Bundesrepublik Deutschland bei der Europäischen Wirtschaftsgemeinschaft und der Europäischen Atomgemeinschaft in Brüssel. Über drei Jahre vertrat er anschließend als Konsul den Leiter des Generalkonsulats in Genua. Mit der Amtsbezeichnung Legationsrat wurde er im Juni 1963 an die Botschaft in Peru versetzt. Im April 1964 wurde er zum Legationsrat I. Klasse und zum Vertreter des Leiters ernannt. Ab  November 1966 war er im Auswärtigen Amt (Referat III B 4) für die Wirtschaftsbeziehungen zu Mittel- und Südamerika zuständig. Im Juni 1970 wurde er zum Botschafter in Asunción ernannt. Am 31. Dezember 1974 trat er in den Ruhestand.
Obwohl sich der Bundestag in den 1970er Jahren mehrmals mit den von Menschenrechtsaktivisten erhobenen Vorwürfen gegen den Botschafter beschäftigte, wurde seine Rolle bei der Deckung und Verharmlosung der heute als Völkermord betrachteten Zwangssesshaftmachung der Aché mit hunderten Todesopfern im Auswärtigen Amt nie aufgearbeitet. Im Zusammenwirken mit der paraguayischen Regierung unter Alfredo Stroessner sorgte Becker für die Ausreise des deutschen Anthropologen Mark Münzel aus Paraguay, der die Zustände in dem betroffenen Reservat und die systematische Verfolgung der Waldindianer anprangerte.
Nachdem er am 29. Juli 1980 in Rio de Janeiro verstorben war, wurde sein Leichnam nach Deutschland übergeführt und auf dem Friedhof der Gemeinde Nordleda im niedersächsischen Landkreis Cuxhaven begraben. Seine Mutter Erika Becker von Sothen (1886–1960) und sein jüngerer Bruder Reinhard-Peter Becker von Sothen (1921–1997) liegen ebenfalls dort beerdigt.

## Ehrungen
- Ehrendoktor[1]